# Adelphocoris seticornis
Geelzoomsierblindwants (Adelphocoris seticornis) is een wants uit de familie van de blindwantsen (Miridae). De soort werd het eerst wetenschappelijk beschreven door Johann Christian Fabricius in 1775.

## Uiterlijk
De 7 tot 8 mm lange wants is altijd langvleugelig en voor het grootste deel zwart van kleur met gelige haartjes. De antennes zijn ook zwart met uitzondering van de laatste twee segmenten die roodbruin van kleur zijn. De voorvleugels hebben aan het begin aan de zijkant een lichte, soms gele zoom, vandaar de Nederlandse naam. Het uiteinde van de ondoorzichtige vleugelpunt (cuneus) is ook geel en soms rood of oranje van kleur, het doorzichtige deel van de vleugels is donker. De pootjes zijn roodbruin, vaak met zwarte dijen en altijd met zwarte stekels op de schenen van de achterpoot.

## Leefwijze
De soort kent één generatie per jaar en overwintert als eitje. De nimfen komen tevoorschijn in mei en de volwassen dieren kunnen van eind mei tot laat in september worden waargenomen op planten uit de vlinderbloemenfamilie. Vaak zitten ze op klaver (Trifolium) soorten, rupsklaver (Medicago), gewone rolklaver (Lotus corniculatus) en wondklaver (Anthyllis vulneraria) maar ook op stalkruid (Ononis) en bijvoorbeeld vogelwikke (Vicia cracca).

## Leefgebied
De wants komt voor op vochtige plekken in het Palearctisch gebied en is in Nederland vrij algemeen maar komt minder vaak voor in het rivierengebied, zuidwest nederland en Limburg. 